# Martin Purtscher

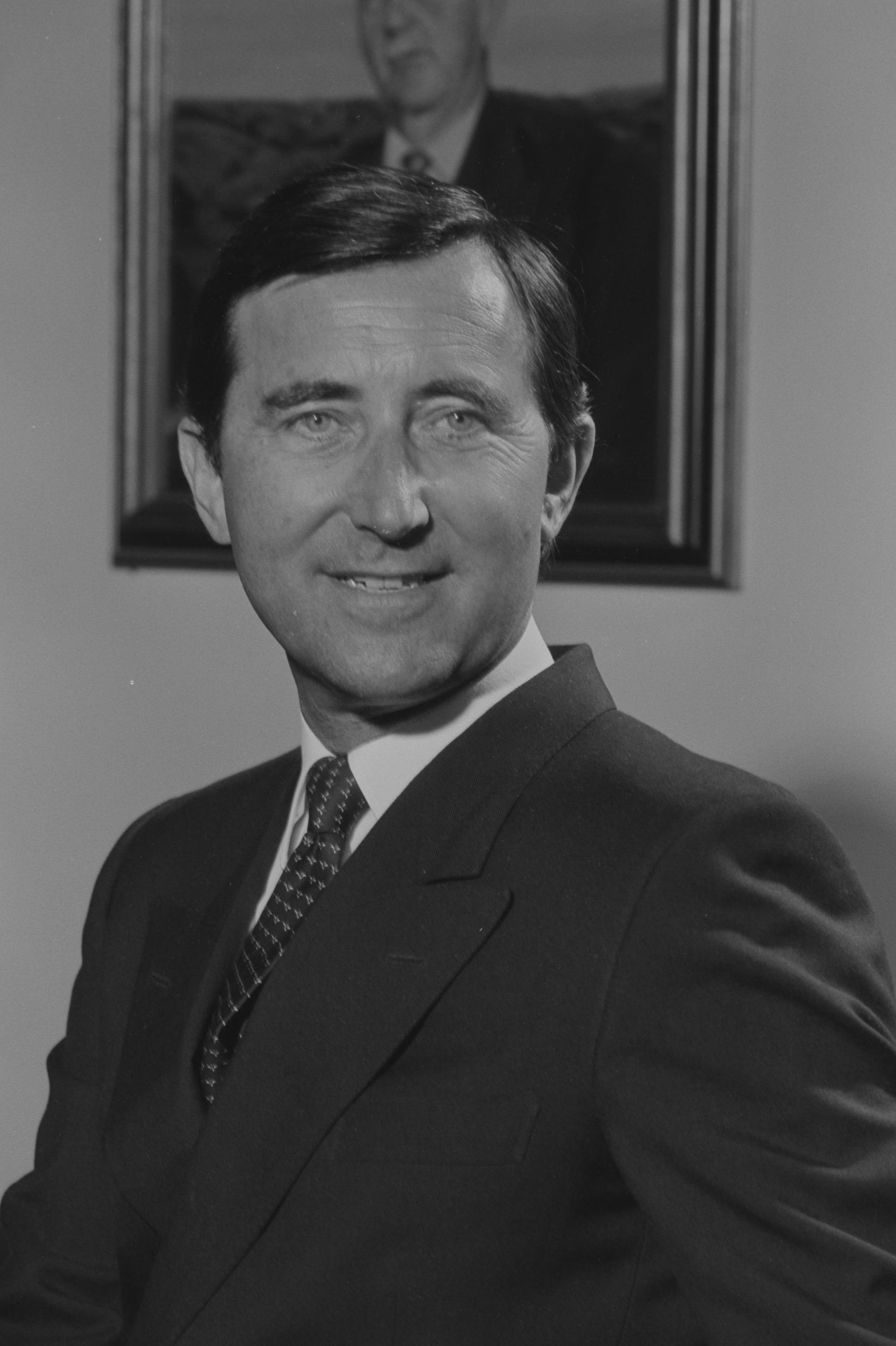
Martin Purtscher (1983)

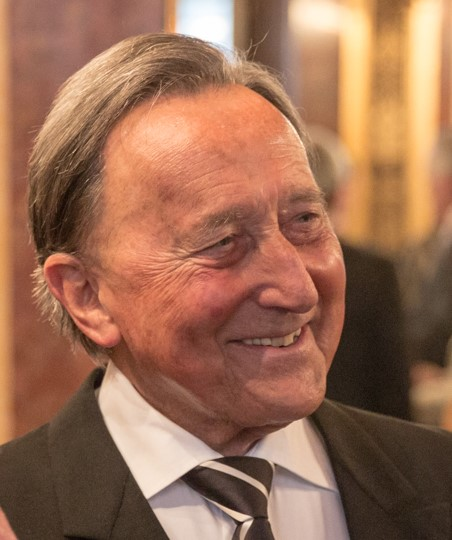
Martin Purtscher (2015)

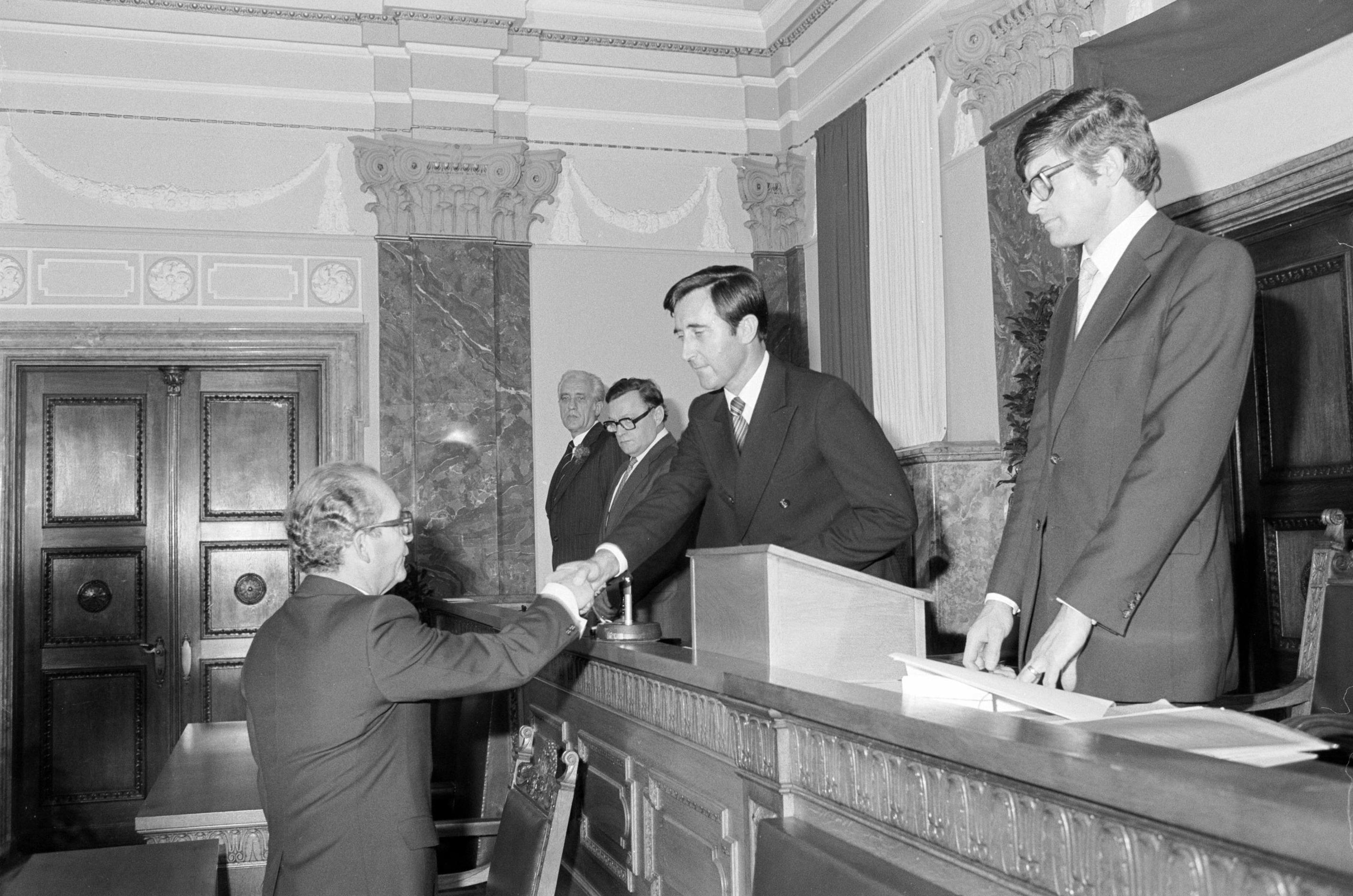
Martin Purtscher (Bildmitte) als Landtagspräsident bei der Angelobung von Landeshauptmann Herbert Keßler am 6. November 1979

Martin Purtscher (* 12. November 1928 in Thüringen (Vorarlberg); † 27. Jänner 2023) war ein österreichischer Manager und Politiker (ÖVP). Von 1987 bis 1997 war er Landeshauptmann von Vorarlberg und davor seit 1974 Präsident des Vorarlberger Landtags.

## Leben und Wirken

### Ausbildung und Beruf
Martin Purtscher, der aus einfachen Verhältnissen stammte, wurde am 12. November 1928 als Sohn des Landwirts Martin Purtscher und dessen Frau Barbara in der Walgaugemeinde Thüringen geboren. Nach dem Besuch der Volksschule in seiner Heimatgemeinde absolvierte er zunächst von 1942 bis 1944 die Handelsschule in Feldkirch, ehe er von 1944 bis zum Kriegsende im Mai 1945 zum Wehrdienst in Italien eingezogen wurde. Nach der Rückkehr nach Vorarlberg besuchte Purtscher die Handelsakademie in Bregenz-Mehrerau, wo er im Jahr 1948 die Matura ablegte. Noch im selben Jahr wurde er Buchhalter bei der Firma Lorünser-Leichtmetallwerke in Schlins. Daneben betrieb er als Werkstudent ein Studium der Rechtswissenschaften an der Universität Innsbruck, das er 1953 mit der Promotion zum Doktor der Rechtswissenschaften abschloss.
Im Jahr 1954, im Alter von 25 Jahren, wurde Martin Purtscher zunächst Prokurist und anschließend kaufmännischer Geschäftsführer der Lorünser-Leichtmetallwerke. 1965 erfolgte der Arbeitgeberwechsel zur Suchard-Schokoladen-GmbH in Bludenz, wo er ein Jahr später Geschäftsführer wurde. 1984 wurde Purtscher schließlich zum Leiter der Jacobs-Suchard-Gruppe Österreich berufen, außerdem war er CEO von Jacobs-Kaffee Wien. In diesen Funktionen war er bis zu seiner Wahl zum Landeshauptmann 1987 tätig. Bei seinem Ausscheiden aus dem Unternehmen im Jahr 1987 erzielte Jacobs-Suchard mit 1100 Beschäftigten einen Umsatz von 3,2 Milliarden Schilling und einen Suchard-Marktanteil im Schokolademarkt Österreichs von 75 %.

### Politischer Werdegang
Purtscher, der seit dem Jahr 1950 als Mitglied des Wirtschaftsbunds der Österreichischen Volkspartei angehörte, wurde erstmals 1955 mit der Wahl in die Gemeindevertretung und den Gemeinderat von Thüringen in ein politisches Amt gewählt. Bei der Landtagswahl in Vorarlberg 1964 wurde er dann erstmals als Abgeordneter des Wahlbezirks Bludenz in den Vorarlberger Landtag gewählt. Martin Purtscher war in der Folge von 1964 bis 1997 Abgeordneter des Vorarlberger Landtages und von 1974 bis zu seinem Wechsel in die Landesregierung dessen Präsident. In der Landtagssitzung am 9. Juli 1987 löste er Herbert Keßler auf dessen Wunsch hin als Landeshauptmann von Vorarlberg ab. Er übernahm dabei die Ressorts Wirtschafts-, Verkehrs- und Energiepolitik, Außenbeziehungen und Europapolitik, Wissenschaft, allgemeine Präsidialangelegenheiten, Personalangelegenheiten, Fremdenverkehr sowie Wasser- und Gewerberecht.
Innerparteilich war Martin Purtscher von 1959 bis 1969 Ortsobmann der ÖVP Thüringen, von 1959 bis 1997 Mitglied der Bezirksparteileitung im Bezirk Bludenz, von 1964 bis 1997 Mitglied der Landesparteileitung, von 1964 bis 1969 Mitglied des Landesparteirats und schließlich von 1974 bis 1997 Mitglied des Landesparteipräsidiums der ÖVP Vorarlberg. Anders als seine Vorgänger und Nachfolger als Landeshauptleute überließ Purtscher allerdings das Amt als Landesparteiobmann während seiner Amtszeit seinem Stellvertreter und späteren Nachfolger, Herbert Sausgruber.

### Politisches Wirken
Bereits in seiner Antrittsrede als Landeshauptmann am 9. Juli 1987 legte Martin Purtscher seine politischen Schwerpunkte für die folgende, zehnjährige Amtszeit dar. Insbesondere handelte es sich dabei um den Themenkomplex Europa, die Vorarlberger Illwerke sowie die Gründung der Fachhochschule Vorarlberg.
Insbesondere auf europapolitischer Ebene tat sich Purtscher von Anfang an als Verfechter eines Beitritts zur Europäischen Gemeinschaft hervor. So kritisierte er noch im Jahr 1987 als erster amtierender Landeshauptmann die außenpolitische Linie der damaligen Bundesregierung und erreichte gemeinsam mit dem Salzburger Landeshauptmann Wilfried Haslauer senior einen Beschluss der Landeshauptleutekonferenz, in dem der Beitritt zur Europäischen Gemeinschaft gefordert wurde. Purtscher wurde daraufhin von Parteichef Alois Mock zum Vorsitzenden der Europa-Kommission der ÖVP bestellt, die im April 1988 das Europa-Manifest der Volkspartei vorstellte. Weiters wurde er zum Verhandler für die Länder in den Beitrittsverhandlungen bestellt, als welcher er auch an den Finalverhandlungen im Jahr 1993 teilnahm. Den Abschluss des EU-Beitrittsvertrags bezeichnete Purtscher selbst in der Folge als „das berührendste politische Erlebnis“ seines Lebens. Sein Werben für die Zustimmung der Bevölkerung im Rahmen der Volksabstimmung zum EU-Beitritt im Jahr 1994 war ebenfalls von Erfolg gekrönt: In Vorarlberg stimmten zwei Drittel der teilnehmenden Wahlberechtigten für den EU-Beitritt.
Unmittelbar nach dem Amtsantritt als Landeshauptmann begann Purtscher außerdem, sein zweites großes Ziel mit Nachdruck zu verfolgen. Er wollte dem Land Vorarlberg 75 % der Aktienanteile an den Vorarlberger Illwerken sichern, um Entscheidungen über den Ausbau und die Zukunft der Elektrizitätsgewinnung ohne Zustimmung der Landesregierung zu verhindern. Nach siebenjährigen Verhandlungen gelang es Purtscher schließlich durch Geltendmachung des Heimfallsrechts die Bundesanteile an den VIW für das Land zu erwerben.
Das dritte große politische Ziel Martin Purtschers als Landeshauptmann war es, Vorarlberg im tertiären Bildungssektor auf eigene Beine zu stellen. Bis dahin verfügte Vorarlberg über keine eigene Hochschule oder höhere Bildungseinrichtung. Deshalb wurde im Jahr 1989 von Land Vorarlberg das „Technikum Vorarlberg“ gegründet, das in weiterer Folge am Standort Dornbirn zur heutigen Fachhochschule Vorarlberg weiterentwickelt wurde.
Darüber hinaus berief Martin Purtscher mit Elisabeth Gehrer im Jahr 1990 die erste Frau in die Vorarlberger Landesregierung, die später als Ministerin für Bildung, Wissenschaft und Kultur Mitglied der Bundesregierung wurde. Während seiner Amtszeit kam es weiters zur Gründung des Vorarlberger Verkehrsverbundes und damit zu einem wesentlichen Ausbau des öffentlichen Verkehrs und einer Vereinfachung der Tarifstruktur. Ebenfalls in seine Amtszeit fiel die Eröffnung des Jüdischen Museums in Hohenems.

## Privatleben
Martin Purtscher war von 9. September 1954 bis zu seinem Tod mit Gretl, geb. Hübner, verheiratet und hatte drei erwachsene Töchter (Sabine, Vera und Carola), sechs Enkelkinder und eine Urenkelin. Er lebte in der Vorarlberger Gemeinde Thüringen, wo er am 27. Jänner 2023 94-jährig verstarb.

## Auszeichnungen und Ehrungen
- Goldenes Ehrenzeichen des Landes Vorarlberg (1974)
- Goldenes Ehrenzeichen des Landes Steiermark (1995)
- Bayerischer Verdienstorden (1995)
- Komturkreuz des Landes Burgenland (1995)
- Anton-Bruckner-Ring (1996)
- Verdienstorden des Landes Baden-Württemberg (1996)
- Großes Verdienstkreuz mit Stern und Schulterband der Bundesrepublik Deutschland (1996)
- Großes Goldenes Ehrenzeichen am Bande für Verdienste um die Republik Österreich (1997)[7]
- Großkreuz des Ritterordens des Heiligen Gregor des Großen (1997)
- Medaille für besondere Verdienste um Bayern in einem Vereinten Europa (1997)
- Komturkreuz mit Stern des Fürstentums Liechtenstein (1998)
- Großes Ehrenzeichen des Landes Salzburg (1998)
- Ehrenring der Gemeinde Thüringen (2000)
- Julius-Raab-Medaille (2002)
- Ehrenkreuz für Wissenschaft und Kunst I. Klasse (2003)
- Ehrensenator der Universität Innsbruck (2003)
- Ehrensenator der Europäischen Wirtschaftskammer (2003)
- Großer Tiroler Adler-Orden (2005)
- Goldene Ehrennadel der Wirtschaftskammer Österreich (2018)[8]

## Werke
- Martin Purtscher: Berührungspunkte in meinem Leben. Bucher, Hohenems-Wien-Vaduz 2013, ISBN 978-3-99018-252-9.